# Bashkia e Librazhdit
Bashkia e Librazhdit är en kommun i Albanien.   Den ligger i prefekturen Qarku i Elbasanit, i den centrala delen av landet, 50 kilometer öster om huvudstaden Tirana.
Trakten runt Bashkia e Librazhdit består till största delen av jordbruksmark.  Runt Bashkia e Librazhdit är det ganska tätbefolkat, med 75 invånare per kvadratkilometer.